# Тэнчжоу
Тэнчжо́у (кит. упр. 滕州, пиньинь Téngzhōu) — городской уезд городского округа Цзаочжуан провинции Шаньдун (КНР). Название происходит от названия существовавшей в этих местах в средние века области.

## История
В древности здесь существовало удельное владение Тэн (滕国). При империи Хань был образован уезд Тэнсянь (滕县). После того, как эти места захватили чжурчжэни, в 1184 году была создана область Тэнчжоу (滕州), при империи Мин она была расформирована.
В годы войны с Японией действовавшие в японском тылу китайские партизаны создавали свои органы власти, чьи зоны ответственности не совпадали с довоенными границами административно-территориального деления. Так, в 1942 году на стыке уездов Фэйсянь (费县), Тэнсянь и Исянь был создан ФэйТэнИский центральный уезд (费滕峄中心县), в 1943 году преобразованный в уезд Шуаншань (双山县), а в 1946 году переименованный в уезд Лушуй (麓水县, в честь героя-коммуниста Ван Лушуя). Во время гражданской войны в 1947 году на стыке уездов Тэнсянь и Цзоусянь (邹县) был создан уезд Байянь (白彦县).
В 1950 году был образован Специальный район Тэнсянь (滕县专区), и уезды Тэнсянь, Исянь и Байянь (к которому был присоединён уезд Лушуй) вошли в его состав. В 1953 году Специальный район Тэнсянь и Специальный район Хуси (湖西专区) были объединены в Специальный район Цзинин (济宁专区); уезд Байянь был при этом расформирован, а его земли разделены между уездами Тэнсянь, Цзоусянь и Пинъи.
В январе 1960 года уезд Исянь был расформирован, а вместо него создан городской уезд Цзаочжуан; часть земель уезда Тэнсянь была передана в состав Цзаочжуана. В сентябре 1961 года Цзаочжуан был выведен из-под юрисдикции Специального района Цзинин и подчинён напрямую властям провинции Шаньдун. В 1967 году Специальный район Цзинин был переименован в Округ Цзинин (济宁地区). В 1979 году уезд Тэнсянь был передан в состав Цзаочжуана. В 1988 году уезд Тэнсянь был преобразован в городской уезд Тэнчжоу.

## Административное деление
Городской уезд делится на 4 уличных комитета и 17 посёлков.

## Экономика
В Тэнчжоу расположен химический завод Yankuang Lunan Chemical.